# Dynastie Asen
Pour les articles homonymes, voir Asen.
La dynastie Asen est une dynastie bulgare d'origine valaque qui régna sur le « Royaume des Bulgares et des Valaques » (Second empire bulgare dans l'historiographie moderne) comme tsars des Bulgares et des Valaques  de 1186 à 1280.
Le nom de la dynastie s'écrit en bulgare Асен et en valaque Asen.
Ses deux premiers souverains sont :
- Ivan (Ioan) Asen Ier (souvent appelé Asen, mais Ionică Asenu en valaque et Ioannice Assène  dans les chroniques latines d'époque), tsar des Bulgares et des Valaques[2] de 1186 à 1196 ;
- Ivan (Ioan) Asen II, tsar des Bulgares et des Valaques de 1218 à 1241.